# Alyssum alyssoides
Espèce
Alyssum alyssoides (ou Alyssum calycinum L.) est une espèce de plante à fleurs de la famille des brassicacées connue sous plusieurs noms communs comme en français Alysson à calices persistants, Passerage faux alysson, Passerage à calices persistants.
Elle est originaire d'Eurasie, mais a été introduite dans de nombreuses régions tempérées comme plante ornementale ; elle est parfois considérée comme une mauvaise herbe.
Il s'agit d'une plante velue annuelle ou bisannuelle produisant des tiges qui poussent vers le haut ou en rampant sur le sol d'une longueur maximale de 30 à 40 centimètres. Elle produit des fleurs aux pétales très petits, de quelques millimètres de long, de couleur blanche ou jaune pâle. Le fruit est une capsule velue jusqu'à un demi-centimètre de long contenant des graines qui sont ailées et qui ont une racine embryonnaire déjà présente.